# Colombiaans voetbalelftal in 2017
Het Colombiaans voetbalelftal speelde in totaal elf officiële interlands in het jaar 2017, waaronder zes duels in de kwalificatiereeks voor het WK voetbal 2018 in Rusland. De ploeg wist zich te plaatsen voor dat toernooi en stond onder leiding van de Argentijnse coach José Pékerman. Op de in 1993 geïntroduceerde FIFA-wereldranglijst zakte Colombia in 2016 van de 6de (januari 2017) naar de 13de plaats (december 2017).

## Balans
| Wedstrijden | Wedstrijden | Wedstrijden | Wedstrijden | Doelpunten | Doelpunten | Doelpunten | Punten |
| Gespeeld    | Winst       | Gelijk      | Verlies     | Voor       | Tegen      | Saldo      | Punten |
| ----------- | ----------- | ----------- | ----------- | ---------- | ---------- | ---------- | ------ |
| 11          | 4           | 4           | 3           | 17         | 9          | +8         | 1.091  |

## Interlands
|                                                                 |          |       |          |                                                                                          |
| 25 januari Vriendschappelijk № 545 «onderlinge duels» 19:45 uur | Brazilië | 1 – 0 | Colombia | Estadio Engenhão, Rio de Janeiro Toeschouwers: 18.695 Scheidsrechter: Jorge Baliño (ARG) |
| 25 januari Vriendschappelijk № 545 «onderlinge duels» 19:45 uur | Dudu 47' |       |          | Estadio Engenhão, Rio de Janeiro Toeschouwers: 18.695 Scheidsrechter: Jorge Baliño (ARG) |

|                                                                  |                     |       |         |                                                                                                |
| 23 maart Kwalificatie WK 2018 № 546 «onderlinge duels» 15:30 uur | Colombia            | 1 – 0 | Bolivia | Estadio Metropolitano, Barranquilla Toeschouwers: 42.300 Scheidsrechter: Ricardo Marques (BRA) |
| 23 maart Kwalificatie WK 2018 № 546 «onderlinge duels» 15:30 uur | James Rodríguez 83' |       |         | Estadio Metropolitano, Barranquilla Toeschouwers: 42.300 Scheidsrechter: Ricardo Marques (BRA) |

|                                                                  |         |                                       |          |                                                                                            |
| 28 maart Kwalificatie WK 2018 № 547 «onderlinge duels» 20:00 uur | Ecuador | 0 – 2                                 | Colombia | Estadio Olímpico Atahualpa, Quito Toeschouwers: 32.000 Scheidsrechter: Néstor Pitana (ARG) |
| 28 maart Kwalificatie WK 2018 № 547 «onderlinge duels» 20:00 uur |         | 20' James Rodríguez 34' Juan Cuadrado |          | Estadio Olímpico Atahualpa, Quito Toeschouwers: 32.000 Scheidsrechter: Néstor Pitana (ARG) |

|                                                             |                                   |       |                                      |                                                                                          |
| 7 juni Vriendschappelijk № 548 «onderlinge duels» 21:30 uur | Spanje                            | 2 – 2 | Colombia                             | Estadio Nueva Condomina, Murcia Toeschouwers: 31.000 Scheidsrechter: Slavko Vinčić (SLO) |
| 7 juni Vriendschappelijk № 548 «onderlinge duels» 21:30 uur | David Silva 22' Álvaro Morata 87' |       | 40' Edwin Cardona 55' Radamel Falcao | Estadio Nueva Condomina, Murcia Toeschouwers: 31.000 Scheidsrechter: Slavko Vinčić (SLO) |

|                                                              |          |                                                                      |          |                                                                                              |
| 13 juni Vriendschappelijk № 549 «onderlinge duels» 20:30 uur | Kameroen | 0 – 4                                                                | Colombia | Coliseum Alfonso Pérez, Getafe Toeschouwers: 7.000 Scheidsrechter: Alejandro Hernández (ESP) |
| 13 juni Vriendschappelijk № 549 «onderlinge duels» 20:30 uur |          | 16' James Rodríguez 30' Yerry Mina 52' Yerry Mina 85' José Izquierdo |          | Coliseum Alfonso Pérez, Getafe Toeschouwers: 7.000 Scheidsrechter: Alejandro Hernández (ESP) |

|                                                                     |           |       |          |                                                                                                |
| 31 augustus Kwalificatie WK 2018 № 550 «onderlinge duels» 17:00 uur | Venezuela | 0 – 0 | Colombia | Estadio Polideportivo, San Cristóbal Toeschouwers: 35.000 Scheidsrechter: Wilton Pereira (BRA) |
| 31 augustus Kwalificatie WK 2018 № 550 «onderlinge duels» 17:00 uur |           |       |          | Estadio Polideportivo, San Cristóbal Toeschouwers: 35.000 Scheidsrechter: Wilton Pereira (BRA) |

|                                                                     |                    |       |               |                                                                                                 |
| 5 september Kwalificatie WK 2018 № 551 «onderlinge duels» 15:30 uur | Colombia           | 1 – 1 | Brazilië      | Estadio Metropolitano, Barranquilla Toeschouwers: 47.500 Scheidsrechter: Jesús Valenzuela (VEN) |
| 5 september Kwalificatie WK 2018 № 551 «onderlinge duels» 15:30 uur | Radamel Falcao 56' |       | 45+2' Willian | Estadio Metropolitano, Barranquilla Toeschouwers: 47.500 Scheidsrechter: Jesús Valenzuela (VEN) |

|                                                                   |                    |       |                                          |                                                                                                |
| 5 oktober Kwalificatie WK 2018 № 552 «onderlinge duels» 18:30 uur | Colombia           | 1 – 2 | Paraguay                                 | Estadio Metropolitano, Barranquilla Toeschouwers: 45.000 Scheidsrechter: Ricardo Marques (BRA) |
| 5 oktober Kwalificatie WK 2018 № 552 «onderlinge duels» 18:30 uur | Radamel Falcao 79' |       | 89' Óscar Cardozo 90+2' Antonio Sanabria | Estadio Metropolitano, Barranquilla Toeschouwers: 45.000 Scheidsrechter: Ricardo Marques (BRA) |

|                                                                    |                         |       |                     |                                                                                |
| 10 oktober Kwalificatie WK 2018 № 553 «onderlinge duels» 18:30 uur | Peru                    | 1 – 1 | Colombia            | Estadio Nacional, Lima Toeschouwers: 48.142 Scheidsrechter: Sandro Ricci (BRA) |
| 10 oktober Kwalificatie WK 2018 № 553 «onderlinge duels» 18:30 uur | David Ospina 77' (e.d.) |       | 55' James Rodríguez | Estadio Nacional, Lima Toeschouwers: 48.142 Scheidsrechter: Sandro Ricci (BRA) |

|                                                                  |                                     |       |                     |                                                                                      |
| 10 november Vriendschappelijk № 554 «onderlinge duels» 20:00 uur | Zuid-Korea                          | 2 – 1 | Colombia            | Suwon World Cupstadion, Suwon Toeschouwers: 29.750 Scheidsrechter: Chris Beath (AUS) |
| 10 november Vriendschappelijk № 554 «onderlinge duels» 20:00 uur | Son Heung-min 11' Son Heung-min 61' |       | 76' Cristián Zapata | Suwon World Cupstadion, Suwon Toeschouwers: 29.750 Scheidsrechter: Chris Beath (AUS) |

|                                                                  |       |                                                                      |          |                                                                    |
| 14 november Vriendschappelijk № 555 «onderlinge duels» 20:35 uur | China | 0 – 4                                                                | Colombia | Olympic Sports Center, Chongqing Scheidsrechter: Jumpei Iida (JPN) |
| 14 november Vriendschappelijk № 555 «onderlinge duels» 20:35 uur |       | 6' Felipe Pardo 61' Carlos Bacca 66' Miguel Borja 90+1' Miguel Borja |          | Olympic Sports Center, Chongqing Scheidsrechter: Jumpei Iida (JPN) |

## FIFA-wereldranglijst
| JAN | FEB | MAR | APR | MEI | JUN | JUL | AUG | SEP | OKT | NOV | DEC |
| --- | --- | --- | --- | --- | --- | --- | --- | --- | --- | --- | --- |
| 6   | 7   | 7   | 5   | 5   | 5   | 8   | 8   | 10  | 13  | 13  | 13  |

## Statistieken
| David Ospina          | 1988-08-31 | Arsenal                | 8 | 0 | 0 | 84 | 0  |
| Leandro Castellanos   | 1984-03-09 | Independiente Santa Fe | 1 | 0 | 0 | 1  | 0  |
| José Cuadrado         | 1985-06-01 | Once Caldas            | 1 | 0 | 0 | 1  | 0  |
| David González        | 1982-07-20 | Independiente Medellín | 1 | 0 | 0 | 2  | 0  |
| Camilo Vargas         | 1989-03-09 | Atlético Nacional      | 0 | 1 | 0 | 5  | 0  |
| Verdediging           |            |                        |   |   |   |    |    |
| Cristián Zapata       | 1986-09-30 | AC Milan               | 8 | 0 | 1 | 54 | 2  |
| Santiago Arias        | 1992-01-13 | PSV Eindhoven          | 7 | 0 | 0 | 38 | 0  |
| Frank Fabra           | 1991-02-22 | Boca Juniors           | 6 | 1 | 0 | 17 | 1  |
| Davinson Sánchez      | 1996-06-12 | Tottenham Hotspur      | 6 | 0 | 0 | 7  | 0  |
| Yerry Mina            | 1994-09-23 | SE Palmeiras           | 4 | 0 | 2 | 9  | 3  |
| Oscar Murillo         | 1988-04-18 | Pachuca CF             | 2 | 2 | 0 | 11 | 0  |
| William Tesillo       | 1990-02-02 | Independiente Santa Fe | 2 | 1 | 0 | 3  | 0  |
| Farid Díaz            | 1987-04-23 | Olimpia Asunción       | 2 | 0 | 0 | 13 | 0  |
| Stefan Medina         | 1992-06-14 | CF Monterrey           | 1 | 1 | 0 | 10 | 0  |
| Felipe Aguilar        | 1993-01-20 | Atlético Nacional      | 1 | 0 | 0 | 3  | 0  |
| Daniel Bocanegra      | 1987-04-23 | Atlético Nacional      | 1 | 0 | 0 | 4  | 0  |
| Éder Balanta          | 1993-02-28 | FC Basel               | 0 | 1 | 0 | 8  | 0  |
| Leyvin Balanta        | 1990-09-03 | Independiente Santa Fe | 0 | 1 | 0 | 1  | 0  |
| Middenveld            |            |                        |   |   |   |    |    |
| Carlos Sánchez        | 1986-02-06 | AC Fiorentina          | 9 | 1 | 0 | 84 | 0  |
| Abel Aguilar          | 1985-01-06 | Deportivo Cali         | 8 | 2 | 1 | 62 | 4  |
| James Rodríguez       | 1991-07-12 | Bayern München         | 8 | 0 | 4 | 59 | 21 |
| Juan Cuadrado         | 1988-05-26 | Juventus               | 8 | 0 | 1 | 69 | 7  |
| Edwin Cardona         | 1992-12-08 | Boca Juniors           | 5 | 2 | 1 | 31 | 5  |
| Giovanni Moreno       | 1986-07-01 | Shanghai Shenhua       | 3 | 3 | 0 | 20 | 2  |
| Mateus Uribe          | 1991-03-21 | Club América           | 3 | 3 | 0 | 5  | 0  |
| Wílmar Barrios        | 1993-10-16 | Boca Juniors           | 2 | 3 | 0 | 8  | 0  |
| Pablo Armero          | 1986-11-02 | EC Bahia               | 2 | 0 | 0 | 68 | 6  |
| Macnelly Torres       | 1984-11-01 | Atlético Nacional      | 2 | 0 | 0 | 48 | 4  |
| Avilés Hurtado        | 1987-04-20 | CF Monterrey           | 1 | 1 | 0 | 2  | 0  |
| Jefferson Lerma       | 1994-10-25 | Levante UD             | 1 | 1 | 0 | 2  | 0  |
| Daniel Torres         | 1989-11-15 | Deportivo Alavés       | 0 | 2 | 0 | 14 | 0  |
| Santiago Montoya      | 1991-09-15 | Deportes Tolima        | 0 | 1 | 0 | 1  | 0  |
| Gustavo Cuéllar       | 1992-10-14 | CR Flamengo            | 0 | 1 | 0 | 3  | 0  |
| Aanval                |            |                        |   |   |   |    |    |
| Radamel Falcao        | 1986-02-10 | AS Monaco              | 5 | 1 | 3 | 71 | 28 |
| Miguel Borja          | 1993-01-26 | SE Palmeiras           | 3 | 1 | 2 | 5  | 2  |
| Duván Zapata          | 1991-04-01 | Sampdoria              | 3 | 1 | 0 | 4  | 0  |
| Carlos Bacca          | 1986-09-08 | Villarreal CF          | 2 | 3 | 1 | 43 | 14 |
| Yimmi Chará           | 1991-04-02 | Atlético Junior        | 1 | 3 | 1 | 6  | 0  |
| Teófilo Gutiérrez     | 1985-05-27 | Atlético Junior        | 1 | 3 | 0 | 52 | 15 |
| Luis Muriel           | 1991-04-18 | Sevilla FC             | 1 | 2 | 0 | 17 | 1  |
| Felipe Pardo          | 1990-08-17 | Olympiakos Piraeus     | 1 | 1 | 1 | 3  | 1  |
| Jonathan Copete       | 1988-01-23 | Santos FC              | 1 | 0 | 0 | 2  | 0  |
| José Izquierdo        | 1992-07-07 | Brighton & Hove Albion | 0 | 2 | 1 | 2  | 1  |
| Orlando Berrío        | 1991-02-14 | CR Flamengo            | 0 | 1 | 0 | 4  | 0  |
| Vladimir Hernández    | 1989-02-08 | Santos FC              | 0 | 1 | 0 | 1  | 0  |
| Luis Enrique Quiñones | 1991-06-26 | Tigres UANL            | 0 | 1 | 0 | 1  | 0  |
| Michael Rangel        | 1991-03-08 | Kasımpaşa SK           | 0 | 1 | 0 | 1  | 0  |

Colfútbol · A-internationals · Selecties · Statistieken · Bondscoaches · Colombiaans vrouwenelftal · Olympisch elftal · Colombia U20 · Colombia U17
1938 – 1949 ·
1950 – 1959 ·
1960 – 1969 ·
1970 – 1979 ·
1980 – 1989 ·
1990 – 1999 ·
2000 – 2009 ·
2010 – 2019 ·
2020 – 2029
WK 1962 · 
WK 1990 · 
WK 1994 · 
WK 1998 · 
WK 2014 · 
WK 2018
OS 1968 · 
OS 1972 · 
OS 1980 · 
OS 1992 · 
OS 2016
1938 · 
1939 · 1940 · 1941 · 1942 · 1943 · 1944 · 
1946 · 
1947 · 
1948 · 
1949 · 
1950 · 1951 · 1952 · 1953 · 1954 · 1955 · 1956 · 
1957 · 
1958 · 1959 · 1960 · 
1961 · 
1962 · 
1963 · 
1964 · 
1965 · 
1966 · 
1967 · 
1968 · 
1969 · 
1970 · 
1971 · 
1972 · 
1973 · 
1974 · 
1975 · 
1976 · 
1977 · 
1978 · 
1979 · 
1980 · 
1981 · 
1982 · 
1983 · 
1984 · 
1985 · 
1986 · 
1987 · 
1988 · 
1989 · 
1990 ·
1991 · 
1992 · 
1993 · 
1994 · 
1995 · 
1996 · 
1997 · 
1998 · 
1999 · 
2000 · 
2001 · 
2002 · 
2003 · 
2004 · 
2005 · 
2006 · 
2007 · 
2008 · 
2009 · 
2010 · 
2011 · 
2012 · 
2013 · 
2014 · 
2015 · 
2016 · 
2017 ·
2018 ·
2019 ·
2020 ·
2021
Algerije ·
Argentinië ·
Australië ·
Bahrein ·
België ·
Bolivia · 
Brazilië ·
Canada ·
Chili ·
China · 
Costa Rica ·
Cuba ·
DDR ·
Duitsland ·
Ecuador ·
Egypte ·
El Salvador ·
Engeland ·
Finland ·
Frankrijk ·
Griekenland ·
Guatemala · 
Haïti ·
Honduras ·
Hongarije ·
Hongkong ·
Ierland ·
Irak ·
Israël ·
Ivoorkust ·
Jamaica ·
Japan ·
Joegoslavië ·
Jordanië ·
Kameroen ·
Koeweit · 
Liberia · 
Marokko ·
Mexico ·
Montenegro ·
Nederland ·
Nederlandse Antillen ·
Nicaragua ·
Nieuw-Zeeland · 
Nigeria ·
Noord-Ierland ·
Noorwegen ·
Panama ·
Paraguay ·
Peru ·
Polen ·
Puerto Rico ·
Qatar ·
Roemenië ·
Saoedi-Arabië ·
Schotland ·
Senegal ·
Servië ·
Slovenië ·
Slowakije ·
Sovjet-Unie ·
Spanje ·
Trinidad en Tobago ·
Tsjecho-Slowakije ·
Tunesië · 
Turkije · 
Uruguay ·
Venezuela ·
Verenigde Arabische Emiraten · 
Verenigde Staten ·
Zuid-Afrika ·
Zuid-Korea ·
Zweden ·
Zwitserland
Brazilië (2014) ·
Engeland (2018) ·
Griekenland (2014) ·
Ivoorkust (2014) ·
Japan (2014) ·
Japan (2018) ·
Polen (2018) ·
Senegal (2018) ·
Uruguay (2014)